# John McCain
John Sidney McCain III (Coco Solo, Panama-csatorna-övezet, 1936. augusztus 29. – Cornville (Arizona), 2018. augusztus 25.) amerikai politikus, az Amerikai Egyesült Államok Szenátusában Arizona szenátora, a 2008-as amerikai elnökválasztás republikánus elnökjelöltje.

## Életrajza

### Családja és fiatalkora
Üknagyapja Mississippi állam egyik 50 rabszolgával rendelkező ültetvényese volt, aki az amerikai polgárháborúban esett el a déliek oldalán. Apja és nagyapja is a Haditengerészet tengernagya volt. McCain, aki egy katonai bázison született a Panama-csatorna térségében húzódó, amerikai fennhatóság alatt álló övezetben, maga is a Haditengerészeti Akadémiára járt, ahol 1958-ban végzett.

### Katonai szolgálata – vietnámi háború, hadifogság
Harci repülőgépeken lett pilóta és részt vett a vietnámi háborúban. 1967-ben majdnem életét vesztette a Forrestal anyahajón keletkező tűzben, ahol 134 bajtársa veszett oda. Ugyanebben az évben gépét lelőtték Hanoi felett, miközben 23. bombázóbevetésén volt. McCain súlyosan megsebesült és az észak-vietnámiak hadifogságába került. Többször megkínozták, és éveket töltött magánzárkában. Amikor apját kinevezték a Csendes-óceán térségében szolgálatot teljesítő amerikai erők parancsnokának, a vietnámiak felajánlották, hogy szabadon engedik, de ő ezt visszautasította azzal, hogy csak akkor akar kiszabadulni, ha már az összes őt megelőzően foglyul ejtett amerikait szabadon engedték. Öt és fél évet töltött hadifogságban, 1973-ban szabadult. Amerikában hősként fogadták, számos kitüntetést kapott, így például az Ezüst Csillagot és a Legion of Meritet. 1977-ben a haditengerészet szenátusi összekötőtisztje lett, ami belépő volt számára a politikai életbe. 1981-ben vonult nyugállományba a haditengerészettől.

### Közéleti szerepvállalása
1980-ban első házassága zátonyra futott, majd nem sokkal később feleségül vette Cindy Lou Hensley-t, az Egyesült Államok egyik legnagyobb sörkereskedőjének egyedüli gyermekét. (Cindy Lou Hensley apja, Jim Hensley a világ legnagyobb sörgyártó cégének a belga Anheuser-Busch InBev-nek harmadik legnagyobb Egyesült Államokbeli nagykereskedője volt ekkor.) A házasság az anyagi háttéren túl, jelentős kapcsolatrendszert is biztosított McCain számára.
McCain visszatért Arizonába, ahol 1982-ben a képviselőház tagjává választották. Két ciklust szolgált a képviselőház tagjaként, majd 1986-ban sikerrel indult a szenátusi választáson. Öt alkalommal (1992-ben, 1998-ban, 2004-ben, 2010-ben és 2016-ban) is újraválasztották szenátorrá. Az 1980-as években ő is érintett volt a Keating-ötök botrányban: azon öt szenátor egyike volt, akiket azzal vádoltak, hogy szenátori hatalmukkal visszaélve, illegálisan avatkoztak be egy szövetségi pénzügyi vizsgálatba, a csalási ügybe keveredett Charles H. Keating, Jr. pénzintézeti vezető érdekében. Végül a szenátusi vizsgálat őt és John Glennt tisztázta a vádak alól. Ezt követően McCain a kampányfinanszírozási reform egyik élharcosa lett: Russ Feingold demokrata szenátorral közösen hét éven át dolgoztak egy kétpárti törvényjavaslaton, amit 2002-ben sikerült elfogadtatniuk.
McCain alapvetően a konzervatív elvek alapján politizált, de számos fontos ügyben pártjától eltérő álláspontokat fogalmazott meg. Így például szószólója volt a Vietnámmal való kapcsolatok normalizálásának, amire 1995-ben sor került, dohánytermékekre kivethető szövetség adót próbált keresztülvinni a dohányzás visszaszorítása, és kárainak mérséklése érdekében. De a konzervatív fősodortól eltérő álláspontot képviselt a bevándorlási politika, egészségbiztosítás, üvegházhatású gázok kibocsájtásának korlátozása, a közpénzosztogatás visszaszorítása, a regresszív adóztatás, és a vallási konzervatívok politikai befolyása tekintetében is.
A 2000-es elnökválasztáson versenybe szállt a republikánus elnökjelölti posztért, de alulmaradt George W. Bush-sal szemben, aki végül meg is nyerte az elnökválasztást. Mind a 2000-es választási kampányban, mind a 2004-es elnökválasztáson is erőteljesen támogatta Busht. Kiállt az elnök politikája mellett, így támogatta az iraki háborút és kezdeti ellenállása dacára Bush adócsökkentési politikáját is.

### 2008-as elnökválasztási kampány
2007-ben bejelentette, hogy újra elindul az elnökjelölti posztért. A választási év során kampánya majdnem összeomlott a pénzhiány és politikai bázisának hiányosságai miatt, de sikerült visszaküzdenie magát és 2008 januárjára ő vált a republikánusok legesélyesebb jelöltjévé. 2008. március 4-ére, miután februárban több győzelmet aratott és fő riválisai visszaléptek, megszilárdította helyzetét mint a párt jelöltje. Alelnökjelöltjének Sarah Palin Alaskai kormányzót választotta. Az elnökválasztáson alulmaradt Barack Obama demokrata jelölttel szemben. 

### Tevékenysége az Obama-elnökség idején
McCain a vesztes választás után is meghatározó republikánus szereplője maradt a szenátusnak és számos külpolitikai kérdésben véleményt nyilvánított. Következetes kritikusa lett a nemzetközi konfliktusokban erőszakosan fellépő Oroszországnak és az azt vezető Vlagyimir Putyinnak.
A szíriai polgárháború során túl gyengének tartotta Obama álláspontját és amerikai katonai beavatkozást sürgetett az Oroszország által támogatott Bassár el-Aszad diktatúrája ellen.
2013 decemberében elutazott Kijevbe, ahol beszédet mondott a Majdan téren, ami ekkor a Viktor Janukovics oroszbarát elnök ellen, illetve Ukrajnának az Európai Unióhoz való közeledéséért zajló tüntetések fő helyszíne volt.
2014 márciusában, miután Oroszország elfoglalta az Ukrajna területéhez tartozó Krím félszigetet, McCain kemény válaszlépéseket szorgalmazott. Miután az Egyesült Államok szankciókat vezetett be Oroszországgal szemben, Oroszország is válaszlépéseket tett és ezek között szerepelt az is hogy McCain nem léphet Oroszország területére.
McCain több alkalommal súlyos kritikát fogalmazott meg Magyarországgal, és Orbán Viktor miniszterelnökkel szemben. 2014 elején budapesti tárgyalásán kijelentette, hogy az USA megérti a magyar demokráciával kapcsolatban felmerült aggodalmakat, és utalt a fékek és ellensúlyok rendszerének fontosságára. Kevéssel ezt követően McCain felszólalt az Obama által Magyarországra kinevezett nagykövet Colleen Bell ellen, felkészületlennek nevezve a diplomatát, aki ráadásul épp olyan országba készül, amelyet számos arra irányuló bírálat ér, hogy lépései nincsenek összhangban a demokratikus elvekkel és gyakorlattal. A diplomatáról tartott év végi szenátusi szavazáson McCain már egyenesen neofasiszta diktátornak nevezte Orbán Viktort, „aki ágyba bújik Vlagyimir Putyinnal”. A kijelentésekre a magyar külügy tiltakozott.
2015 elején a szenátus katonai bizottságának elnöke lett. 2016 elején ismét Oroszországot támadva kijelentette, hogy Vlagyimir Putyin a szíriai polgári lakosságot támadva tudatosan gerjeszti a nemzetközi menekültválságot és a transzatlanti szövetség megbontására törekszik, hogy ezekkel a lépésekkel erősítse világpolitikai pozícióit.

### Tevékenysége a Trump-elnökség idején
Noha mindketten a Republikánus párt tagjai voltak, John McCain Donald Trump elnök egyik legnagyobb kritikusa volt. A kampányban ugyan támogatta Trumpot, mint a pártja elnökjelöltét, de felszólalt ellene, amikor Trump egy Afganisztánban elesett muszlim amerikai katona családját gyalázta, majd amikor nyilvánosságra került egy hangfelvétel, amin Trump arról beszélt, hogy bármit megtehet a nőkkel, McCain kijelentette, hogy nem támogatja tovább az elnökjelöltet.
Trump megválasztása után is számos esetben került szembe az elnökkel és annak Republikánus Párton belüli támogatóival. Noha 2017 nyarán agydaganatot (glioblasztóma) diagnosztizáltak nála, egy júliusi orvosi beavatkozás után már ismét részt vett a Szenátus munkájában és súlyos kritikával illette a pártpolitikai célokat előtérbe helyező politikát és az elnök társadalombiztosítási reformtervezetét (az Obama által bevezetett társadalombiztosítási reform, az Obamacare gyors visszavonását), ami Trump egyik legfontosabb kampányígérete volt. Ugyan mindig ellenezte az Obamacare-t, de a Trump kormányzat javaslatát előkészítetlennek végiggondolatlannak tartotta és a szenátusi szavazáson – pártjával is szembe menve – leszavazta azt.

### Betegsége és halála
Négy nappal a 82. születésnapja előtt, 2018. augusztus 25-én hunyt el agydaganat következtében.

## Vitát okozó kijelentései
- 2013. február 4-én Mahmud Ahmadinezsád iráni elnököt egy majomhoz hasonlította.[27][28]
- 2013. szeptember 19-én azt nyilatkozta, hogy az oroszok Putyinnál jobbat érdemelnek.[29]
- 2014. november 28-án Vlagyimir Putyint volt KGB-snek, Magyarországot az oroszok által megfélemlített államnak nevezte.[30]
- 2014. december 2-án Orbán Viktort újfasiszta diktátornak nevezte, aki Vlagyimir Putyinnal bújik ágyba.[31] A kijelentést a magyar kormány elfogadhatatlannak tartotta és határozottan visszautasította.[32] Az Egyesült Államok külügyminisztériuma elhatárolódott az ellenzéki szenátor véleményétől.[33][34]
- 2015. január 29-én aljas söpredéknek („low-life scum”) nevezett és kivezettetett egy tüntetőt az amerikai szenátus katonai bizottságának üléséről.[35][36]